# NGC 5022
NGC 5022 é uma galáxia espiral (Sb) localizada na direcção da constelação de Virgo. Possui uma declinação de -19° 32' 51" e uma ascensão recta de 13 horas, 13 minutos e 30,7 segundos.
A galáxia NGC 5022 foi descoberta em 1882 por Ernst Wilhelm Leberecht Tempel.